# Пластинчатый конвейер
Пластинчатый конвейер (англ. apron conveyor) — транспортирующее устройство с грузонесущим полотном из стальных пластин, прикрепленным к цепному тяговому органу. 

## Характеристики
- толщина пластин – от 3 мм;
- ширина полотна – от 500 мм;
- скорость движения полотна – от 0,6 м/с;
- производительность – от 250 до 2000 т/ч;
- угол наклона установки – до 45º.

## Применение
- транспортирование горной массы;
- транспортировка тяжёлых единичных грузов, которые невозможно транспортировать ленточными конвейерами: крупно-кусковая руда, горячий агломерат, известняк, горячие заготовки и др.

Разновидность пластинчатых конвейеров — багажная карусель, установлена в большинстве современных аэропортов в помещениях выдачи багажа. Их также встраивают в некоторые сельскохозяйственные машины. Пластинчатые конвейеры применяют в качестве технологических на автомобильных производствах и во многих других отраслях.

## Рабочие инструменты
- пластичное полотно;
- ходовые ролики;
- тяговый орган;
- приводная станция;
- натяжная станция.

## Классификация
- пластинчатые питатели

## Преимущества
- возможность транспортирования более широкого (по сравнению с ленточными конвейерами) ассортимента грузов ;
- способность транспортирования грузов по трассе с крутыми подъёмами (до 35°-45°, а с ковшеобразными пластинами - до 65°-70°);
- возможность транспортирования грузов по сложной пространственной траектории;
- высокая надёжность.

## Недостатки
- малая скорость движения грузов (до 1,25 м/с);
- как и у других цепных конвейеров:
  - большая погонная масса конвейера;
  - сложность и дороговизна эксплуатации из-за наличия большого количества шарнирных элементов в цепях, требующих регулярной смазки;
  - больший расход энергии на единицу массы транспортируемого груза.